# Шекман, Мэтт
Мэтт Ше́кман (англ. Matt Shakman; род. 8 августа 1975, Вентура, Калифорния, США) — американский режиссёр театра, кино и телевидения, и бывший ребёнок-актёр. Наиболее известен по своей работе над сериалами «В Филадельфии всегда солнечно», «Ванда/Вижн» и фильмом «Фантастическая четвёрка: Первые шаги».

## Ранняя жизнь
Шекман родился в Вентуре, штат Калифорния. Обретя успех как ребёнок-актёр, начиная с рекламных роликов, прежде чем получить одну из основных ролей в сериале «10 из нас», он затем начал посещать школу Тэтчера в Охае.
Шекман продолжил обучение в Йельском университете, который он окончил со степенью по истории искусства и театра. Именно в Йеле Шекман увлёкся театром, где он был режиссёром спектаклей. Будучи в Йеле, он также кратко пел с «Out of the Blue», группой, поющей а капелла.
После университета, Шекман жил в Нью-Йорке несколько лет, прежде чем переехать в Лос-Анджелес.

## Карьера
Как ребёнок-актёр, Шекман известен по своей роли Грэма «Дж. Р.» Луббока в спин-оффе сериала «Проблемы роста», «10 из нас» (1988—1990). Его другие работы на телевидении включают сериалы «Факты из жизни», «Путь на небеса», «Различные ходы», «Ночной суд», «Доброе утро, мисс Блисс» и «Вебстер». Он также появился в фильмах «Ночь в волшебном замке» (1988) и «Знакомьтесь: Пустоголовые» (1989).
Шекман является создателем и креативным директором театра Чёрная Далия (BDT) в Лос-Анджелесе, который «American Theatre Magazine» назвал одним из «десятка молодых американских компаний, о которых вы должны знать».
С 2002 года, Шекман в основном занимался режиссурой на телевидении. Среди его работ есть сериалы «Безумцы», «Клиент всегда мёртв», «Новенькая», «Братья и сёстры», «Доктор Хаус», «Фарго» и «В Филадельфии всегда солнечно» (также исполнительный продюсер).
Шекман также снял эпизоды «Трофеи войны» и «Восточный Дозор» для седьмого сезона сериала HBO «Игра престолов».
В 2021 году стало известно, что Шекман станет режиссёром фильма по франшизе «Звёздный путь».

## Режиссёрские работы

### Фильмы
- На краю (2014)
- Фантастическая четвёрка: Первые шаги (2025)

### Телевидение
- Дурнушка
- Доктор Хаус
- Ясновидец
- В Филадельфии всегда солнечно
- Братья и сёстры
- Все ненавидят Криса
- Любовь вдовца
- Секреты на кухне
- Клиент всегда мёртв
- Юристы Бостона
- Холм одного дерева
- Доктор Хафф
- Справедливая Эми
- Вечное лето
- Опять и снова
- Месть
- Ты — воплощение порока
- Фарго
- Хорошая жена
- Игра престолов
- Ванда/Вижн

### Театр
- Плохие евреи в Geffen Playhouse (2015)
- Хорошие люди в Geffen Playhouse
- Секреты мастерства в Primary Stages
- Логово воров (2002)
- Последние дни Иуды Искариота (2007)
- Размещение (от Блэр Сингер)

## Награды и номинации
- 2012: Премия Милтона Катселаса от Кружка театральных критиков Лос-Анджелеса за карьеру или специальные достижения в режиссуре
- 2012: Премия LA Weekly (номинация) – режиссура мюзикла
- 2011: Премия Кружка театральных критиков Лос-Анджелеса (номинация) – режиссура
- 2009: Премия Гарленд, режиссура
- 2008: Премия Ovation, режиссура
- 2008: Премия GLAAD, LA Production
- 2005: Премия Кружка театральных критиков Лос-Анджелеса за режиссуру
- 2004: Премия Ovation (номинация) – режиссура
- 2002: Премия Гарленд за режиссуру
- 2002: Премия L.A. Weekly (номинация) – режиссура
- 1989: Премия Young Artist – Лучший молодой актёр/актриса в комедийном, драматическом сериале или специальной программе